# ブライアン・ビクスラー
ブライアン・ジョゼフ・ビクスラー（Brian Joseph Bixler, 1982年10月22日 - ）は、アメリカ合衆国オハイオ州エリー郡サンダスキー出身の元プロ野球選手（内野手および外野手）。右投右打。

## 経歴

### プロ入り前
東ミシガン大学在籍時の2002年、ミッド・アメリカン・カンファレンスのルーキー・オブ・ザ・イヤーを受賞。
2004年は59試合で打率.453 ・ 8本塁打 ・ 47打点 ・ 出塁率.519 ・ OPS 1.169 ・ 31盗塁と言うハイレベルな数字を叩き出し、MACのプレーヤー・オブ・ザ・イヤーに輝くなど、アマチュア時代から注目を集める。

### プロ入りとパイレーツ時代
2004年6月7日、MLBドラフト2巡目（全体52位）でピッツバーグ・パイレーツから指名を受け、6月30日契約成立の運びとなり、プロ入りを果たした。契約後、傘下のA-級ウィリアムズポート・クロスカッターズでプロデビュー（59試合出場）。
2006年は、A+級リンチバーグ・ヒルキャッツとAA級アルトゥーナ・カーブの2球団合計で133試合 ・ 打率.302 ・ 出塁率.384 ・ OPS.806 ・ 24盗塁。遊撃守備では26失策を犯したものの、6月27日はカロライナ・リーグのミッドシーズン・オールスターに、8月31日は同リーグのポストシーズン・オールスターに出場。シーズン終了後、チーム内の有望株リストで7位にランクされた。
2007年はAAA級インディアナポリス・インディアンスにステップアップし、129試合・打率.274・出塁率.368・28盗塁。7月11日はインターナショナル・リーグのミッドシーズン・オールスターに、8月28日は同リーグのポストシーズン・オールスターに出場した他、ベースボール・アメリカ誌のAAA級オールスター・チームにも選ばれた。また、11月に台湾で開催された第37回IBAFワールドカップではアメリカ・ナショナルチームに選抜され、金メダル獲得に貢献（個人成績は、9試合・25打数4安打（1二塁打）5四球）
。シーズン終了後、チーム内の有望株リストで8位にランクされ、ベスト・インフィールド・アームに挙げられた。
2008年4月6日に、正遊撃手のジャック・ウィルソンがふくらはぎ負傷により故障者リスト入りしたため、入れ替わる形でメジャー初昇格を果たす。同日、フロリダ・マーリンズ戦の9回表に代打起用され、空振り三振に倒れた。
2009年も、メジャーリーグで18試合に出場。2年連続で打点・盗塁をマークした。

### インディアンス傘下時代
2010年1月8日にヘスス・ブリトーとのトレードで、クリーブランド・インディアンスへ移籍した。アンダーソン・ヘルナンデスが40人枠に名を連ねたため、開幕からAAA級コロンバス・クリッパーズで64試合に出場した。

### ナショナルズ時代
2010年7月12日に金銭トレードで、古巣・パイレーツへ移籍した。8月17日に再び金銭トレードで、ワシントン・ナショナルズに移籍した。AAA級シラキュース・チーフスでプレーした。
2011年4月22日にナショナルズと再契約し、この年は2年ぶりにメジャーに復帰した。

### アストロズ時代
2011年11月3日にウェイバー公示を経てヒューストン・アストロズへ移籍した。
2012年10月4日にFAとなった。

### メッツ傘下時代
2012年11月16日にニューヨーク・メッツとマイナー契約を結んだ。
2013年11月5日にFAとなった。

### フィリーズ傘下時代
2014年2月4日にフィラデルフィア・フィリーズとマイナー契約を結んだが、4月10日に放出された。

### パドレス傘下時代
2014年4月25日にサンディエゴ・パドレスとマイナー契約を結んだ。

## 詳細情報

### 年度別打撃成績
| 年 度    | 球 団    | 試 合 | 打 席 | 打 数 | 得 点 | 安 打 | 二 塁 打 | 三 塁 打 | 本 塁 打 | 塁 打 | 打 点 | 盗 塁 | 盗 塁 死 | 犠 打 | 犠 飛 | 四 球 | 敬 遠 | 死 球 | 三 振 | 併 殺 打 | 打 率 | 出 塁 率 | 長 打 率 | O P S |
| -------- | -------- | ----- | ----- | ----- | ----- | ----- | -------- | -------- | -------- | ----- | ----- | ----- | -------- | ----- | ----- | ----- | ----- | ----- | ----- | -------- | ----- | -------- | -------- | ----- |
| 2008     | PIT      | 50    | 120   | 108   | 16    | 17    | 2        | 1        | 0        | 21    | 2     | 1     | 0        | 2     | 0     | 6     | 2     | 4     | 36    | 1        | .157  | .229     | .194     | .423  |
| 2009     | PIT      | 18    | 46    | 44    | 5     | 10    | 5        | 0        | 0        | 15    | 3     | 1     | 0        | 0     | 0     | 2     | 0     | 0     | 26    | 0        | .227  | .261     | .341     | .602  |
| 2011     | WSH      | 79    | 94    | 83    | 9     | 17    | 1        | 2        | 0        | 22    | 2     | 4     | 3        | 4     | 0     | 7     | 3     | 0     | 19    | 1        | .205  | .267     | .265     | .532  |
| 2012     | HOU      | 36    | 96    | 88    | 11    | 17    | 6        | 0        | 2        | 29    | 7     | 3     | 0        | 1     | 0     | 7     | 0     | 0     | 36    | 0        | .193  | .253     | .330     | .582  |
| MLB：4年 | MLB：4年 | 183   | 356   | 323   | 41    | 61    | 14       | 3        | 2        | 87    | 14    | 9     | 3        | 7     | 0     | 22    | 5     | 4     | 117   | 2        | .189  | .249     | .269     | .519  |

### 背番号
- 10（2008年 - 2009年、2011年 - 同年途中）
- 43（2011年途中 - 同年終了）
- 12（2012年）